# 1410

## Události
- 15. červenec – Bitva u Grunwaldu: řád německých rytířů byl poražen polskými vojsky a jejich spojenci

probíhající události
- 1405–1433 – Plavby Čeng Chea
- 1406–1428 – Čínsko-vietnamská válka
- 1409–1411 – Polsko-litevská válka s Řádem německých rytířů
- 1402–1413 – Osmanské interrengnum

## Narození
České země

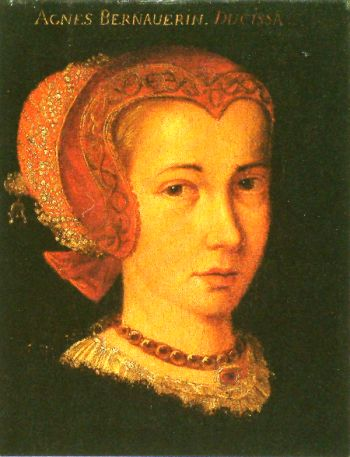
Anežka Bernauerová (* ?)

- ? – Ondřej Puklice ze Vztuh, první český purkmistr města Českých Budějovic († 21. květen 1467)

Svět
- ? – Dieric Bouts, nizozemský malíř († 6. května 1475)
- ? – Anežka Bernauerová, milenka a později manželka bavorského vévody Albrechta III. († 12. října 1435)
- ? – Gabriel Rangoni, italský kardinál, diplomat a františkán († 1486)

## Úmrtí
Česko
- 26. března – Matěj z Knína, český stoupenec Husova učení (* ?)
- 4. června – Markéta Lucemburská, dcera Karla IV. a Alžběty Pomořanské (* 29. května 1373)
- 20. srpna – Blažej Vlk, český filozof a duchovní
- 28. září – Jan Sokol z Lamberka, moravský vojevůdce (* kolem 1355)
- ? – Havel Medek z Valdeka, český šlechtic (* ?)

Svět

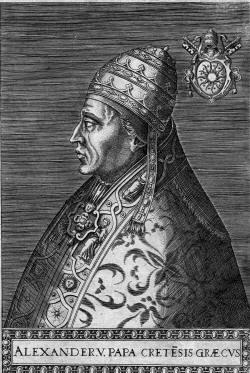
Papež Alexandr V. († 3. května)

- 8. března – Beatrix Portugalská, de iure portugalská panovnice a kastilská královna jako manželka Jana I. (* 1372)
- 16. března – Jan Beaufort, 1. hrabě ze Somersetu, syn anglického vévody Jana z Gentu a jeho milenky (* asi 1373)
- 3. května – Alexandr V., papež (* cca 1339)
- 18. května – Ruprecht III. Falcký, římský král, odpůrce českého krále Václava IV. (* 5. května 1352)
- 23. května – Přemysl I. Nošák, těšínský kníže (* mezi 1332 a 1336)
- 31. května – Martin I. Aragonský, aragonský, valencijský, mallorský, sardinský a korsický král (* 29. července 1356)
- 12. června – Markéta Pomořanská, princezna pomořanská, vévodkyně rakouská, štýrská, korutanská a kraňská (* ?)
- 13. června – Boleslav III. Minsterberský, slezský šlechtic a minsterberský kníže (* 1344 nebo 1348)
- 15. července – Ulrich von Jungingen, velmistr řádu německých rytířů (* 8. ledna 1360)
- 10. srpna – Ludvík II. Bourbonský, vévoda bourbonský (* 4. února 1337)
- 15. července – Ulrich von Jungingen, velmistr Řádu německých rytířů (* okolo 1360)
- 17. října – Johana Žofie Bavorská, bavorská princezna, vévodkyně rakouská (* 1373)
- ? – Melchior Broederlam, vlámský malíř (* ? 1350)

## Hlavy státu
- České království – Václav IV.
- Moravské markrabství – Jošt Moravský
- Svatá říše římská – Ruprecht III. Falcký – Jošt Moravský
- Braniborské markrabství – Jošt Moravský
- Lucemburské vévodství – Jošt Moravský
- Rakouské vévodství – Leopold IV.
- Vlámské hrabství – Jan Neohrožený
- Benátská republika – Michele Steno
- Papež – Benedikt XIII. (vzdoropapež) – Řehoř XII. – Alexandr V. (vzdoropapež) – Jan XXII. (vzdoropapež)
- Neapolské království – Ludvík II. x Ladislav I.
- Anglické království – Jindřich IV.
- Francouzské království – Karel VI.
- Bretaňské vévodství – Jan V.
- Polské království – Vladislav II. Jagello
- Uherské království – Zikmund Lucemburský
- Byzantská říše – Manuel II. Palaiologos
- Kastilské království – Jan II.
- Navarrské království – Karel III. Dobrý
- Aragonské království – Martin I.
- Portugalské království – Jan I.